# غروشينو، روسيا
غروشينو ((بالروسية: Грушино)‏) هي مستوطنة ريفية (سيلو) في مستوطنة سباسكوي الريفية، منطقة فيرخنخافسكي [الإنجليزية]، فورونيج أوبلاست، روسيا. كان عدد السكان 124 اعتبارا من عام 2010. يوجد بها ثلاثة شوارع.

## الجغرافيا
تقع غروشينو على بعد 12 كم إلى الغرب من فيركنيايا كافا (المركز الإداري للمنطقة) عن طريق البر. فيشنوفكا هي أقرب منطقة ريفية.